# Sušárna čekanky v Bydžovské Lhotce
Sušárna čekanky v Bydžovské Lhotce je budova z roku 1912, které sloužila k sušení čekankových kořenů, zpracovávaných dále na cikorku.

## Produkce čekanky
Pěstování čekanky se v Čechách v 19. století rozšířilo především na Čáslavsku (např. sušárna Jestřabí Lhota), Novobydžovsku (např. mlýn se sušárnou čekanky v Boharyni), Hradecku (sušárny v Těchlovicích, v Kuklenách, v Hřibsku, v Třesovicích) a na Pardubicku. Očištěné a nařezané kořeny čekanky se nejdříve sušily v cihlářských pecích (to ale cihláři zpoplatnili), později začaly na sušení čekanky vznikat speciální budovy - sušárny. Čekanka se sušila v dřevěných lískách a topilo se pod ní uhlím či koksem.

## Popis budovy
Budova je situována na severním okraji obce Bydžovská Lhotka. Jedná se o mohutnou cihlovou budovu z roku 1912 s množstvím charakteristických komínů - ty sloužily k odvětrávání sušicího prostoru. Přestože provoz sušárny byl ukončen, budova se do dnešních dnů (2021) zachovala v podstatě v původní podobě.

## Galerie

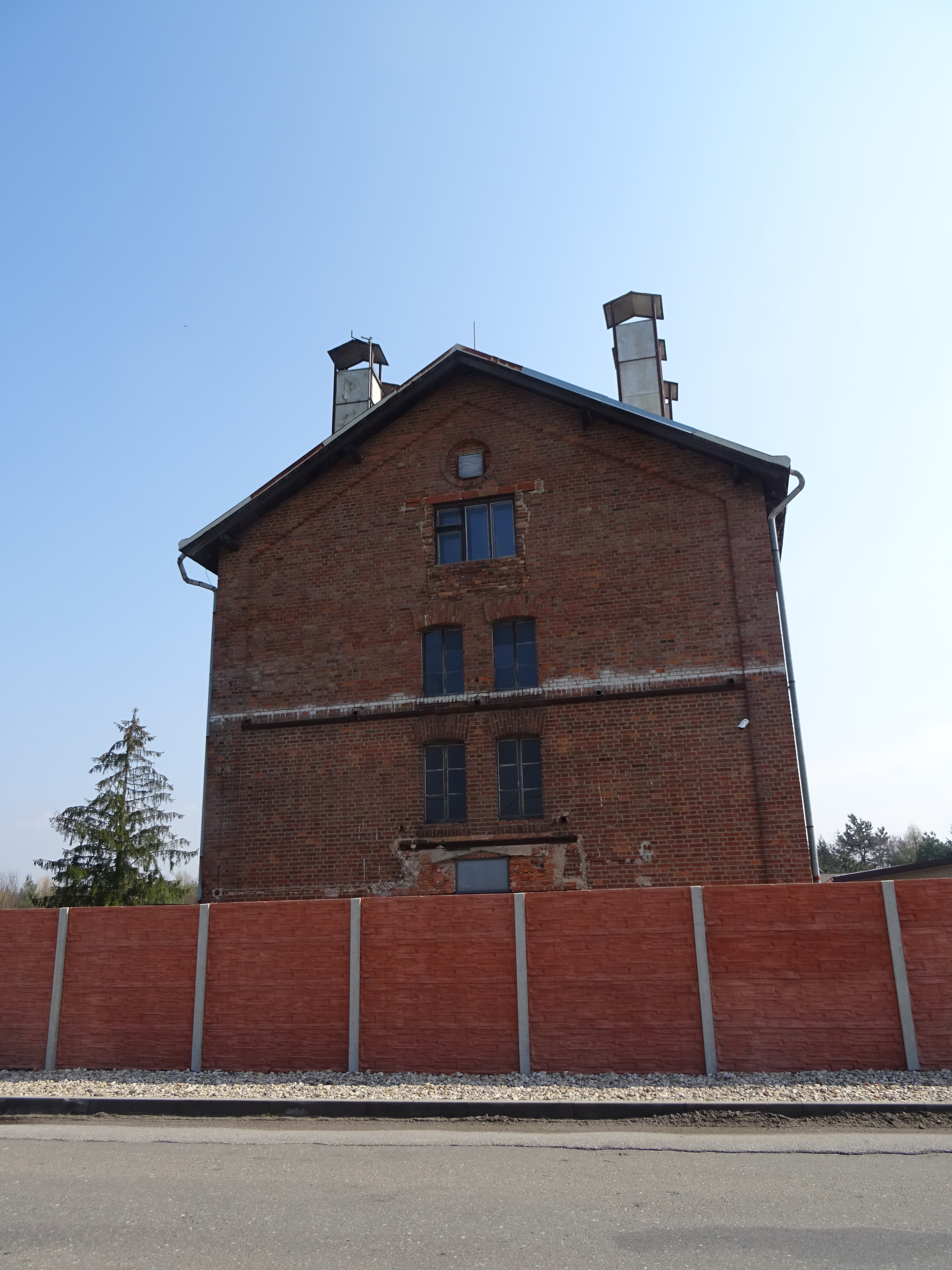
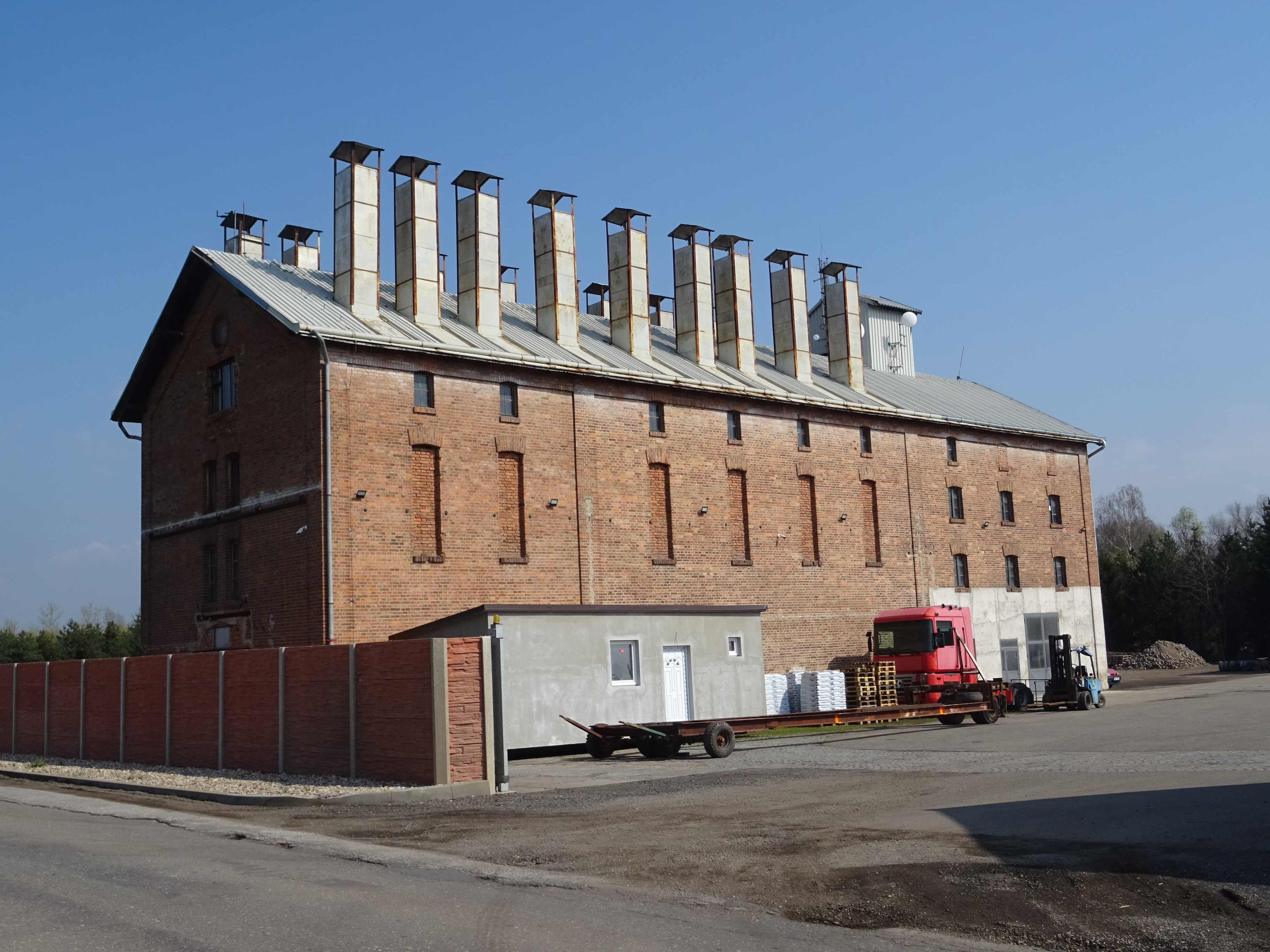